# Pot okoli posestva Brdo
Pot okoli posestva Brdo (tudi Brdska pot, Vojaška cesta) je 9,7 kilometra dolga pot, ki poteka ob ograji protokolarnega posestva Brdo.
Pot je priljubljena med pohodniki in kolesarji, v zadnjih letih pa tudi med tekači (nekajkrat letno je po poti organiziranih več tekaških prireditev, mdr. Županov tek).

## Trasa
Večji del poti poteka skozi gozd po utrjeni makadamski podlagi, le na zahodni strani ob hotelu Kokra je del poti asfaltiran. Južna stran poti pa poteka ob cesti Predoslje - Kokrica po pločniku s kolesarsko stezo, kjer se nahaja tudi glavni vhod na posestvo. Pot preko treh mostov preči potok Belco.
S poti je mogoče priti do naslednjih bližnjih naselij:
- Bobovek,
- Tatinec,
- Spodnja Bela,
- Srednja Bela,
- Breg ob Kokri,
- Hotemaže,
- Suha,
- Predoslje,
- Ilovka.

V času, ko je bil grad s posestvom Titova rezidenca, gibanje po poti ni bilo dovoljeno. Na njej so bila stražarska mesta JLA.